# そりむらようじ
そりむら ようじ（1月3日 - ）は、日本の漫画家、同人作家。男性。千葉県出身、神奈川県在住。旧ペンネームは「反村 幼児」。読み方は現ペンネームと同じ。
主に男性向け成人向け漫画を手がける。「ぶらざあ☆しすたあ」（『コミックピンキィ』2002年3月号）で商業誌デビュー。
『コミックメガプラス』（コアマガジン）などで活動。同人作家としては、男性向け個人サークル「Misty Isle」（ミスティアイル）で活動中。
『月刊ドラゴンエイジ』（富士見書房）で2008年2月号から2009年1月号まで『ちぇり×ちぇり CHERRY×CHERRY』（一般向け作品）を連載した。

## 作品リスト

### 単行本

#### 成年向け作品
- 『相姦天使』 （2003年12月8日発行、桜桃書房〈EXコミックス〉、ISBN 4-7567-3163-5）
- 『Little Drops』 （2005年6月18日発行〈2005年6月4日発売[4]〉、コアマガジン〈ホットミルクコミックス197〉、ISBN 4-87734-838-7）
- 『Colorful Princess』 （2007年6月22日発行〈2007年6月8日発売[5]〉、コアマガジン〈ホットミルクコミックス242〉、ISBN 978-4-86252-180-4）
- 『少女多重奏（アンサンブル）』 （2011年10月8日発行〈2011年9月26日発売[6]〉、茜新社〈TENMACOMICS LO #107〉、ISBN 978-4-86349-247-9）
- 『Prisme Girls Package』 （2015年3月2日発売[7]、コアマガジン〈MEGASTORE WEB COMICS〉、電子配信のみ）

#### 一般向け作品
- 『ちぇり×ちぇり CHERRY×CHERRY』 （2008年 - 2009年、富士見書房〈角川コミックス ドラゴンJr.〉、全2巻）
- 『アッパーガールズ!』 （秋田書店〈チャンピオンREDコミックス〉、全2巻）
  1. 2013年9月20日発売[8]、ISBN 978-4-253-23561-7
  2. 2014年10月20日発売[9]、ISBN 978-4-253-23562-4

### 単行本未収録作品
- COMIC夢雅（桜桃書房）
  - 桃香ちゃんりたーんず!!（2004年4月号）
  - 夏ですよ！菜穂子さん（2004年8月号）

単行本『相姦天使』収録の「菜穂子さんが行く!」の続編。加筆修正のうえで同人誌として刊行されている[10]。
  - みるくたんく♥らう゛ぁーず（2005年2月号）

### 挿絵
- 『サディスティックムーン』 （著：出口きぬごし、KADOKAWA / アスキー・メディアワークス〈電撃文庫〉、全1巻）
  1. 2014年11月8日発売[11]、ISBN 978-4-04869-044-7
- 『結局、ニンジャとドラゴンどっちが強いの?』 （著：伊達康、KADOKAWA / メディアファクトリー〈MF文庫J〉、全4巻）
  1. 2015年4月24日発売[12]、ISBN 978-4-04067-481-0
  2. 2015年6月25日発売[13]、ISBN 978-4-04067-688-3
  3. 2015年10月23日発売[14]、ISBN 978-4-04067-940-2
  4. 2016年2月25日発売[15]、ISBN 978-4-04068-110-8
- 『もう中二病でもいいもんっ！』 （著：翡翠ヒスイ、KADOKAWA〈電撃文庫〉、全1巻）
  1. 2015年10月10日発売[16]、ISBN 978-4-04865-454-8
- 『獅子皇と異端の戦巫女』 （著：朝凪シューヤ、KADOKAWA〈ファミ通文庫〉、全1巻）
  1. 2016年7月30日発売[17]、ISBN 978-4-04734-277-4
- 『寄生してレベル上げたんだが、育ちすぎたかもしれない』 （著：伊垣久大、KADOKAWA〈カドカワBOOKS〉、全4巻）
  1. 2016年11月10日発売[18]、ISBN 978-4-04072-106-4
  2. 2017年2月10日発売[19]、ISBN 978-4-04072-187-3
  3. 2017年6月9日発売[20]、ISBN 978-4-04072-326-6
  4. 2017年10月10日発売[21]、ISBN 978-4-04072-497-3
- 『がんばりすぎなあなたにご褒美を! 堕落勇者は頑張らない』 （著：兎月竜之介、KADOKAWA / メディアファクトリー〈MF文庫J〉、全1巻）
  1. 2017年7月25日発売[22]、ISBN 978-4-04069-349-1